# Auguste-Frédéric de Meuron
Auguste-Frédéric de Meuron (* 26. August 1789 in Neuenburg; † 1. April 1852 ebenda) war ein Schweizer Industrieller und Unternehmer in Brasilien; er war auch als Meuron de Bahia bekannt.

## Leben

### Familie
Auguste-Frédéric de Meuron entstammte der Familie Meuron und war der Sohn von Charles-Louis de Meuron (* 4. Januar 1748 in Neuenburg; † 1812) und dessen Ehefrau Suzanne-Catherine (* 11. April 1761; † 29. November 1828), die Tochter eines Offiziers in französischen Diensten (siehe Schweizer Truppen in französischen Diensten für das Königshaus der Bourbonen 1589–1792) Frédéric-François Perregaux (1716–1790); er hatte noch drei Geschwister.
Sein Onkel war der Bankier Jean-Frédéric Perregaux (1744–1808). Zu seinen Vorfahren gehörte unter anderem Katharina Franziska von Wattenwyl, die wegen Spionagediensten für König Ludwig XIV. von Frankreich nach harter Folter erst zum Tode verurteilt und später verbannt wurde. Entfernte Verwandter waren der Söldnerführer und spätere britische Generalleutnant Charles-Daniel de Meuron und dessen Bruder Pierre-Frédéric de Meuron, Militärgouverneur von Sri Lanka.
Auguste-Frédéric de Meuron heiratete 1845 Elisabeth-Augustine (* 1805 in Neuenburg; † 1854), die Tochter des Staatsrats (siehe Kantonsregierung) und Oberstleutnants Charles-Albert de Pury (1752–1833), der 1820 den Adelstitel eines Barons erhalten hatte; die Ehe blieb kinderlos.
1840 erwarb er ein Schloss in Dully sowie ein Haus an der Champs-Elysées in Paris, und das Château Frayé im französischen Département Seine-et-Oise.
Nach seinem Tod hinterliess er ein Vermögen von vier bis fünf Millionen Schweizer Franken; Testamentsvollstrecker wurden André Bonjour und der aus Bern stammende Gabriel Friedrich Julius May (1791_1870), mit dem er in Salvador da Bahia ein Unternehmen gegründet hatte. Sein Testament von 1851 sah zudem die Freilassung mehrerer versklavter Personen in seinen brasilianischen Fabriken vor.

### Werdegang

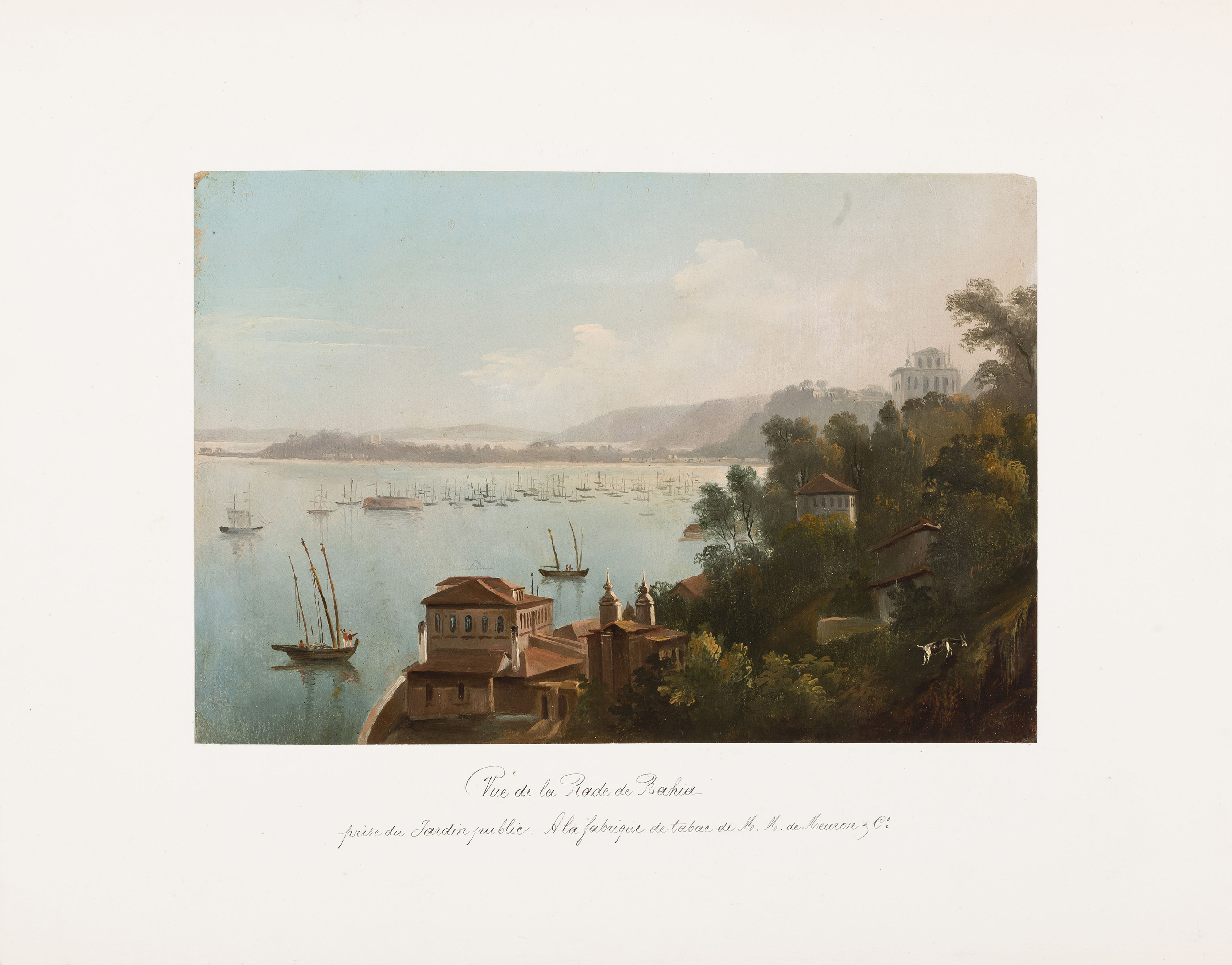
Blick auf die Bucht von Bahia, 1837

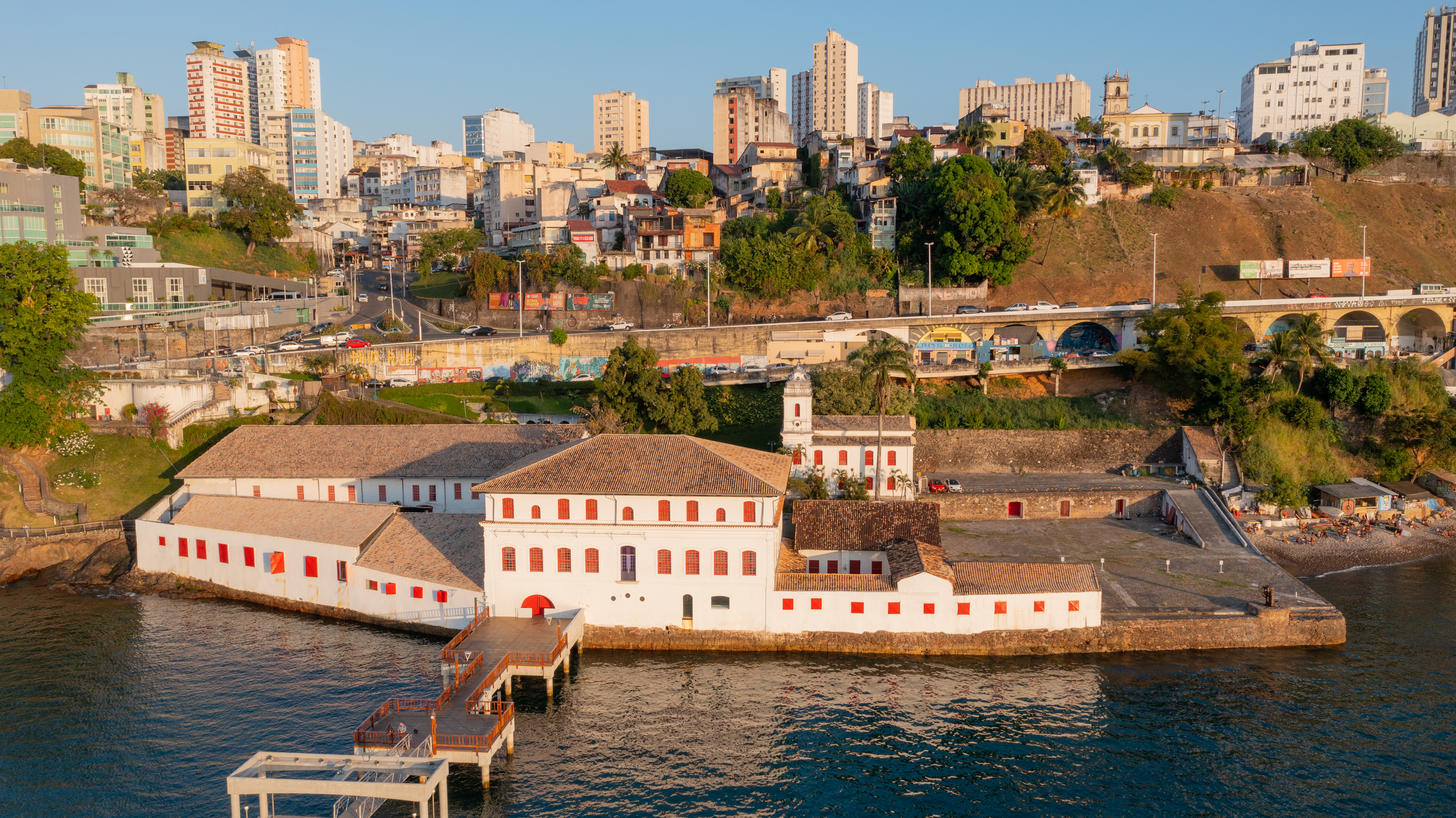
Museu de Arte Moderna da Bahia, vormals Tabakfabrik

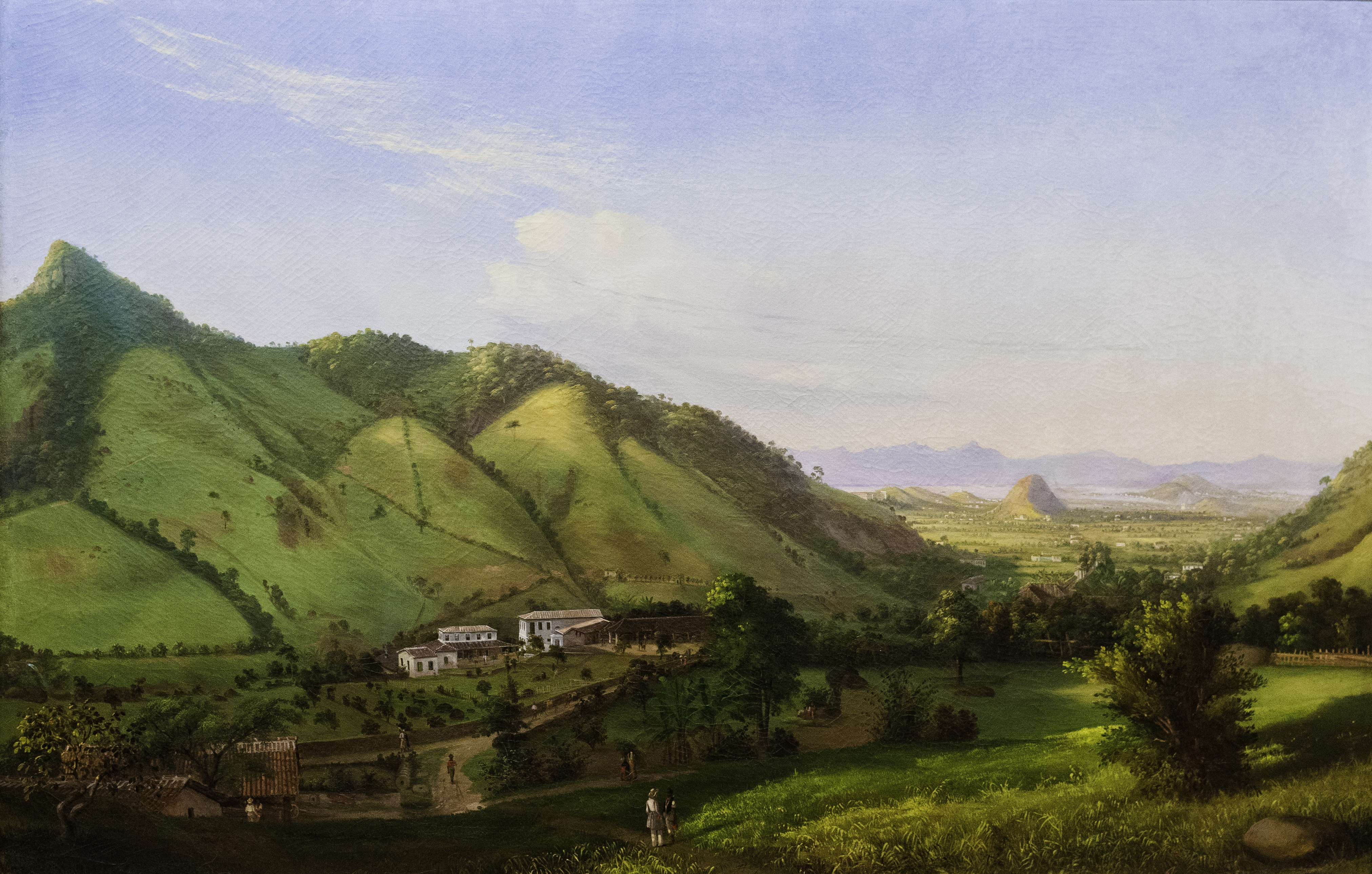
Schnupftabakfabrik in Andaraí

Nach einer kaufmännischen Ausbildung liess Auguste-Frédéric de Meuron sich 1809 in Paris nieder, um seine Ausbildung bei der 1781 von Jean-Frédéric Perregaux gegründeten Banque Perregaux-Laffitte et Cie. sowie beim Handelshaus Jacques Coulon, Paul Boyve et Cie. fortzusetzen. Anschliessend hielt er sich in London und New York auf und begab sich zwischen 1810 und 1815 nach Lissabon, wo er im Handels- und Bankunternehmen von David-Henri de Meuron und dessen Neffen Edouard de Meuron arbeitete. Er gründete 1816, gemeinsam mit David-Henri de Meuron und Edouard de Meuron sowie dem Neuenburger Auguste Gouhard das Kommissionsgeschäft Meuron et Cie., das seinen Hauptsitz in Salvador da Bahia in Brasilien hatte und sich auf den Transport von Kolonialwaren nach Europa spezialisierte. Obwohl das Unternehmen nicht rentabel war, legte es den Grundstein für Auguste-Frédéric de Meurons Karriere in Amerika.
Ab 1817 lebte er in Salvador da Bahia. Er beendete 1819 die Zusammenarbeit mit seinen Geschäftspartnern und stieg stattdessen mit Gabriel Friedrich Julius May (1791–1870)  in die Produktion von Schnupftabak ein; bereits nach kurzer Zeit florierte das Geschäft und sie produzierten später fast die Hälfte des brasilianischen Schnupftabaks. Das Unternehmen eröffnete seine erste Tabakfabrik in Arêa Preta; 1826 verlegte es die Produktion in eine ausgediente Zuckerrohrfabrik in Solar do Unhão in der Bucht von Salvador da Bahia, in deren Räumlichkeiten sich heute das Museu de Arte Moderna da Bahia befindet. Weitere Filialen etablierte Auguste-Frédéric de Meuron 1832 in Andarai Pequeno, dem heutigen Stadtteil Barra da Tijuca von Rio de Janeiro, geleitet vom Waadtländer Benjamin Samuel Dapples, und 1836 in Chora Menino in der Region Pernambuco; die Fabriken waren mit Dampfmaschinen ausgerüstet und stützten sich auf Sklavenarbeit. So arbeiteten in Andarai Pequeno um 1855 beispielsweise noch 24 Personen, davon 18 versklavte Menschen.
1837 kehrte er aus gesundheitlichen Gründen endgültig nach Europa zurück, ohne jedoch die amerikanischen Geschäfte aufzugeben, um die sich fortan seine Teilhaber kümmerten. Das Unternehmen Meuron et Cie. existierte noch bis 1892, wechselte anschliessend mehrmals seinen Namen und wurde 1949 aufgelöst.
Zurück in Neuenburg, tätigte er umfangreiche Investitionen in Immobilien in der Schweiz und in Frankreich. So kaufte er beispielsweise das Schloss Dully sowie mehrere Liegenschaften und Grundstücke in Paris und der Ile-de-France.
Generell ist das von Auguste-Frédéric de Meuron angehäufte grosse Vermögen untrennbar mit der Sklaverei verbunden, die in Brasilien sowohl im Tabakanbau wie in der Herstellung von Schnupftabak nach wie vor allgegenwärtig war.

### Gesellschaftliches Wirken
Auguste-Frédéric de Meuron machte 1829 eine Schenkung an die Bibliothek von Neuenburg.

Er übersandte 1830 aus Bahia ungefähr 200 brasilianische Vögel an das Naturhistorische Museum in Neuenburg.

Klinik Préfargier

Einen Teil seines Vermögens vermachte er der Allgemeinheit, etwa der Provinz Bahia in Form des teilweise für wohltätige Zwecke bestimmten Legado Meuron.
In Neuenburg gründete er 1844 ein Hospiz für Geisteskranke, das Maison de santé de Préfargier in Marin-Epagnier, das am 27. Dezember 1848 eingeweiht wurde; hierfür stellte er 600.000 Schweizer Franken zur Verfügung. Mit dem Bau beauftragte er den französischen Architekten Pierre-François-Nicolas Philippon (1784–1866). Die Neuenburger Architekten Louis (1805–1885), und später Léo Châtelain (1839–1913), setzten Philippons Visionen um und entwarfen auch die Umbauten und Erweiterungen bis Anfang des 20. Jahrhunderts. Bei der Einweihung, bei der es sich um das dritte Krankenhaus für Geisteskranke in der Schweiz handelte, teilte eine Deputation des Grossen Rats mit, das die Einrichtung von jeglichen Steuern und Gemeindegebühren befreit sei, es niemals als Militärquartier eingeplant werde und dass alle seine Angestellten von jeglichem Dienst in der Miliz befreit seien. Zu Beginn des Projekts für den Bau der Anlage in Préfargier plante Auguste-Frédéric de Meuron, die Einrichtung nach ihrer Fertigstellung dem Staat zu übergeben. Die Neuenburger Revolution von 1848 stellte diesen Plan jedoch infrage. Er beschloss daraufhin, eine vom Staat völlig unabhängige Stiftung zu gründen, die Maison de Santé de Préfargier verwalten sollte, und blieb bis zu seinem Tod im Jahr 1852 an der Spitze dieser Stiftung.

## Siehe
- Schweizer Kolonialismus